# Chevrolet Epica
Chevrolet Epica (Шевроле Епіка) — це седани, що виробляються південнокорейським відділенням Chevrolet для Європейського ринку з 2006 року.

## Опис моделі

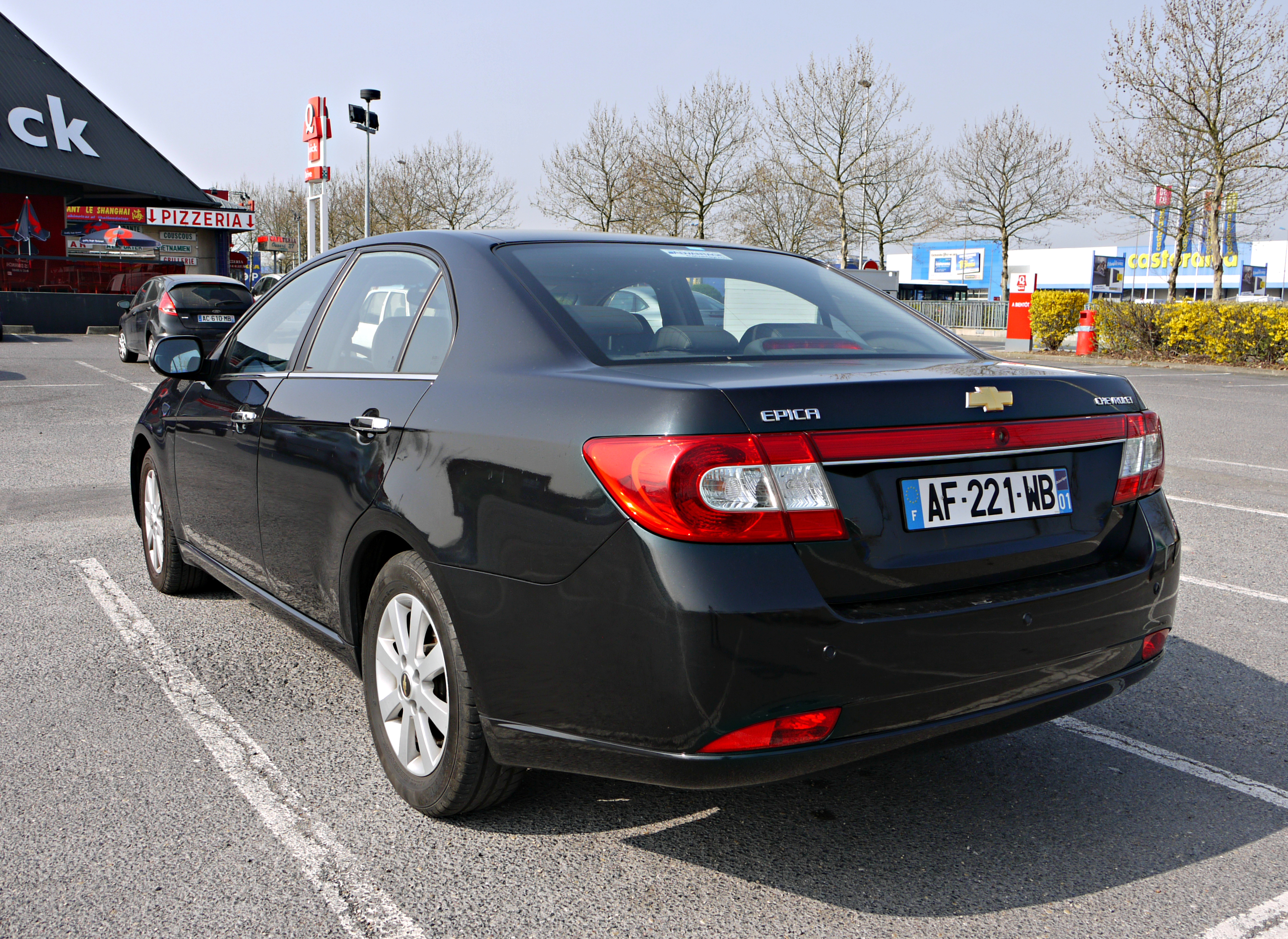
Chevrolet Epica (2009-2014)

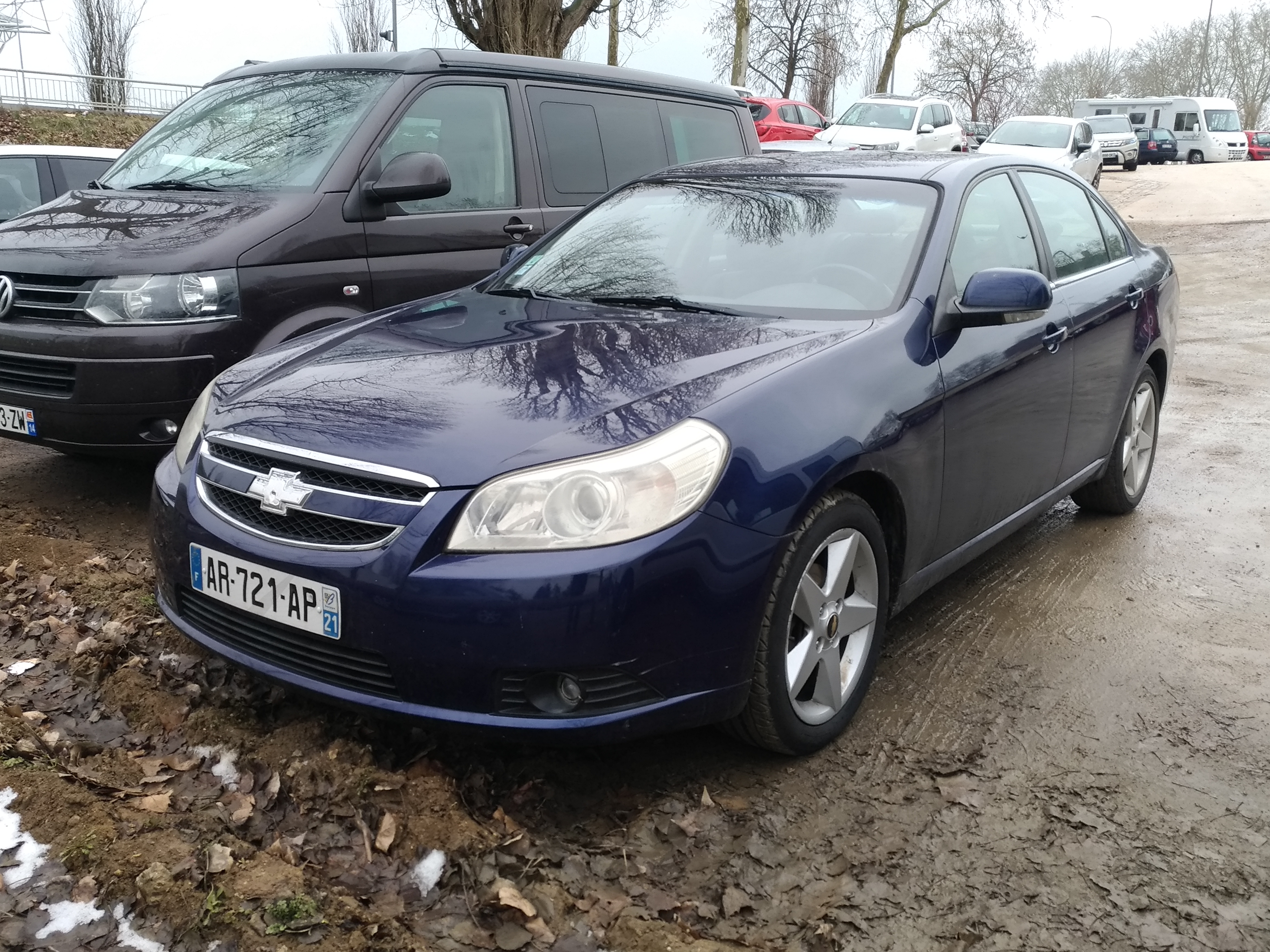
Chevrolet Epica (2006-2010)

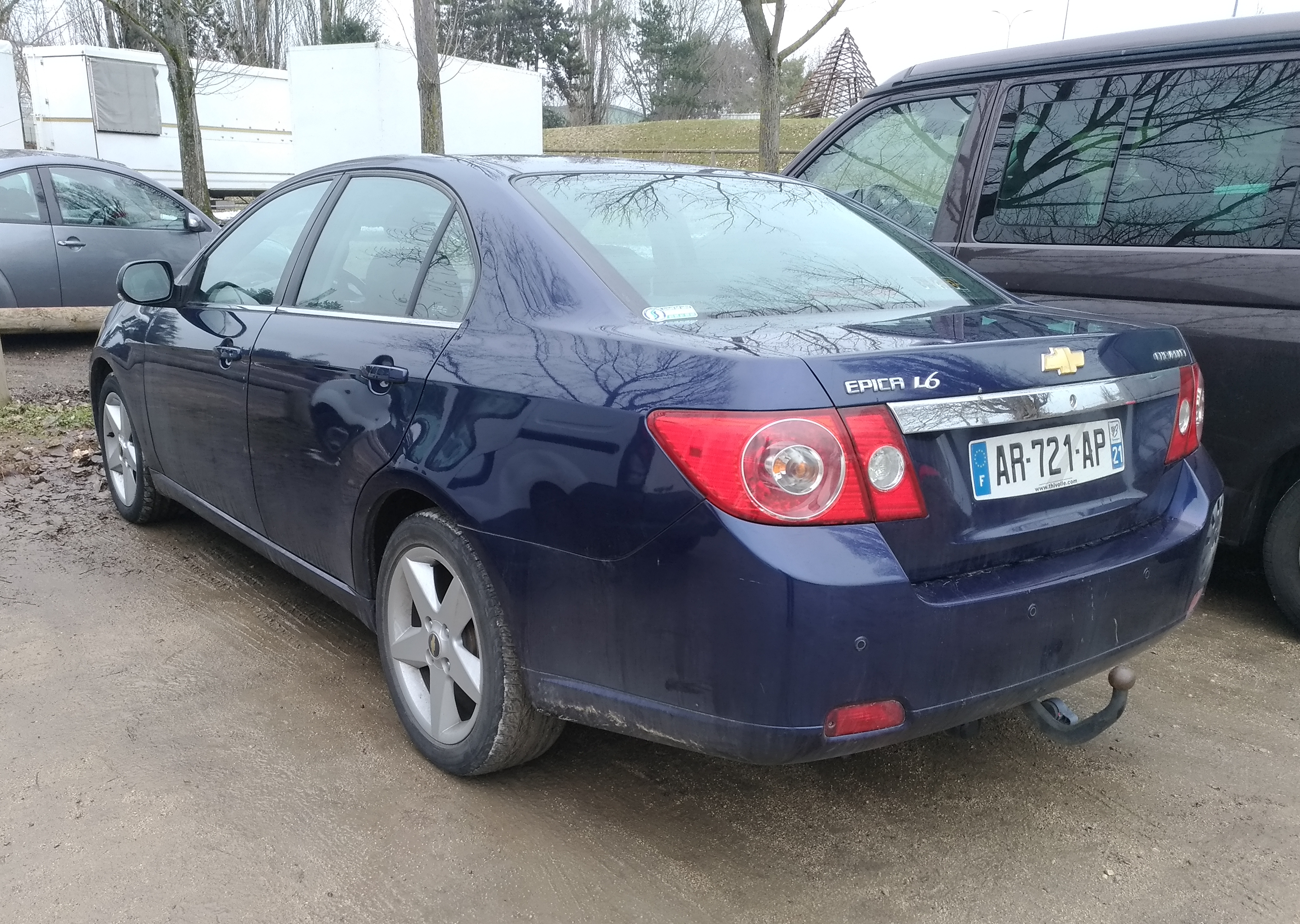
Chevrolet Epica (2006-2010)

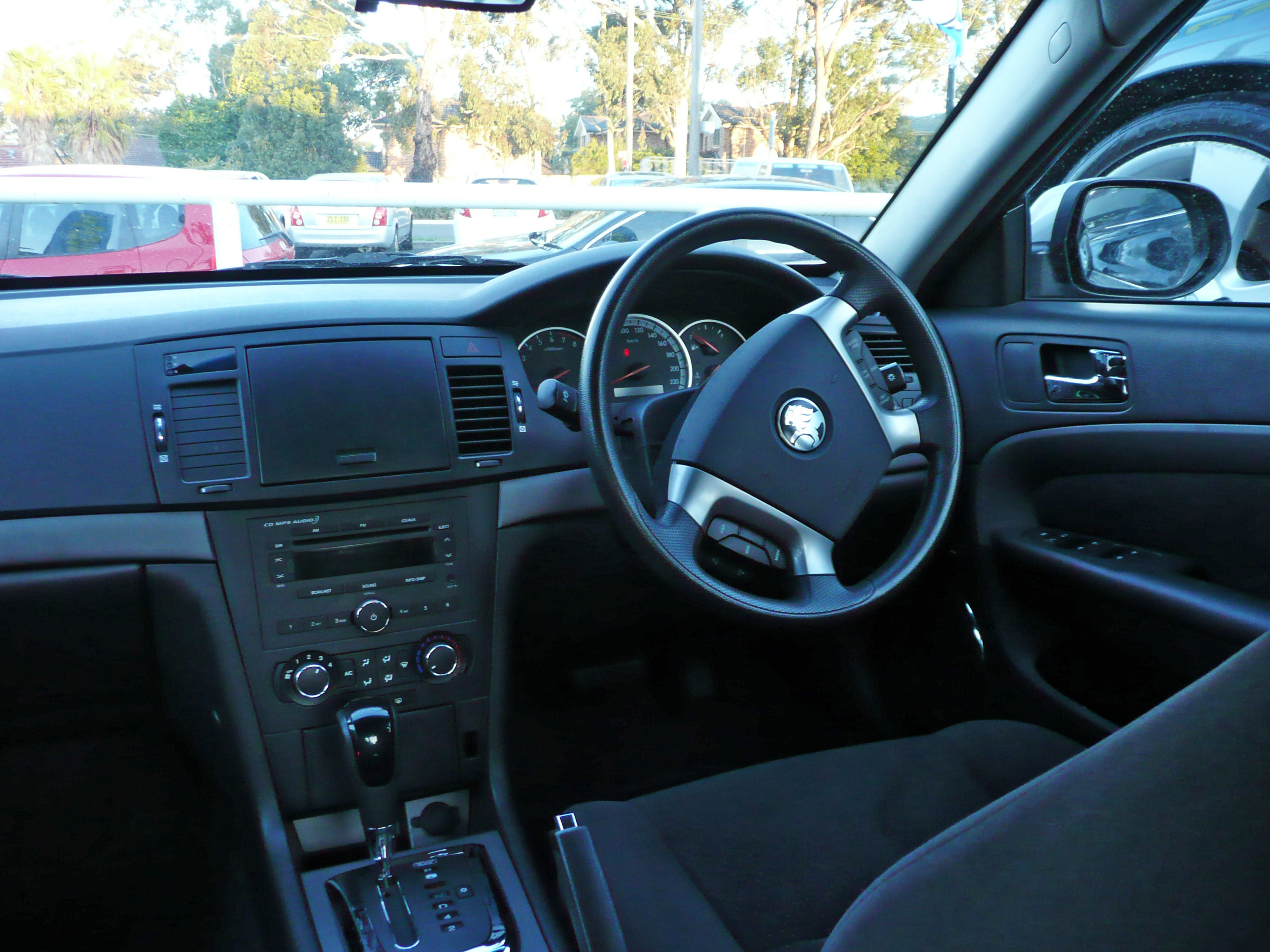
Салон

Epica прийшла на зміну Chevrolet Evanda і має деяку схожість зі своєю попередницею, але в той же час являє собою зовсім новий автомобіль, розроблений дизайнерським центром «GM DAT» (General Motors Daewoo and Technology) у Південній Кореї. Автомобіль забезпечили новою платформою, а в Південній Кореї налагодили виробництво цих автомобілів у місті Бапійонг (Bupyong).
Дебют Epica відбувся на початку березня 2006 року на автосалоні в Женеві. Сьогодні модель продається більш ніж в 90 країнах. 
Модель пропонується у двох версіях - LS (базова) і LT. Вже в базовій версії Epica має все необхідне: кондиціонер з повітряним фільтром для салону, передні і задні електричні склопідйомники з автоматичним захистом від защемлення пальців, дзеркала заднього виду з електроприводом, центральний замок з дистанційним управлінням і системою безпеки плюс підігрів вітрового скла, атермічне скла і протитуманні фари. 
У залежності від комплектації в Epica присутні такі корисні опції, як обігрів та регулювання поперекового опора передніх сидінь, адаптивний до швидкості підсилювач керма, датчики дощу і система допомоги при парковці, але тільки при русі заднім ходом, а також корисна для російського клімату опція - обігрів форсунок омивача вітрового скла. 
Також стандартними для автомобіля Epica є пятіспицеві колеса з легкого сплаву (16-дюймові з шинами розміром 205/60R16 для версії LS, 17-дюймові з шинами розміром 215/50R17 для версії LT). 
У дизайні інтер'єру присутнє високоякісне оздоблення з хромованими елементами і розкішні шкіряні сидіння. 
У базовій версії LS є: кондиціонер, система круїз-контролю, електричні склопідйомники, програвач компакт-дисків з підтримкою mp3, кнопки управління стереосистемою на рульовій колонці, шкіряний чохол для рульового колеса. З версією LT доступна, також: система клімат-контролю, задні паркувальні сенсори, підігрів і автоматизоване регулювання передніх сидінь, бортовий комп'ютер і хромовані дверні ручки.
Chevrolet Epica може похвалитися величезним багажним відділенням об'ємом 480 літрів. У разі необхідності спинку заднього ряду сидіння можна скласти в співвідношенні 60:40.
Для забезпечення високої плавності ходу Epica комплектується тільки поперечно розташованими рядними 6-циліндровими двигунами двох типів: 24-клапанними двигунами об'ємом 2,0 (144 к.с.) і 2,5 літра (156 к.с.). Останній пропонується тільки в поєднанні з 5-ступінчастою АКПП, забезпеченою функцією ручного перемикання передач. Для дволітрового мотора можна вибрати як «звичайну» АКПП з п'ятьма ступенями, так і п'ятиступінчасту механіку. Дволітровий мотор здатний розганяти автомобіль до 207 км/год, а швидкості 100 км/год Epica досягає всього за 9,9 секунди. При цьому автомобіль витрачає в середньому всього 8,2 л на 100 км пробігу. 2,5-літровий агрегат розганяє машину максимум до 209 км/год, але швидкості 100 км/год досягає за ті ж 9,9 секунди. Тому що оснащується тільки коробкою-автоматом, тоді як дані по 2-літрової версії були наведені виходячи з особливостей їзди на механічній коробці передач. На автоматі 2-літровий двигун не вражає своєю динамікою: 11,8 секунди до сотні і в середньому 9 літрів бензину на 100 км шляху. 
Chevrolet Epica серійно комплектується 4 канальною ABS і системою розподілу гальмівних зусиль. Система пасивної безпеки включає жорсткий каркас пасажирського відсіку, передні надувні подушки безпеки для водія і пасажира, а також бічні надувні подушки і шторки, обмежувачі притискної сили і преднатяжители ременів безпеки. 
Виробник радить проходити ТО всього один раз на рік або кожні 15 000 км. Повітряний і паливний фільтри, наприклад, потрібно міняти лише через кожні 45 000 км пробігу, а охолоджуючу рідину - раз на п'ять років (або після 100 000 км пробігу). Розрахунковий термін служби трьохелектродні іридієвих свічок запалювання ще більше - їх заміна проводиться тільки через 160 000 км пробігу. Ланцюг приводу газорозподільного механізму 6-циліндрового двигуна обслуговування взагалі не вимагає, оскільки гідравлічний натягувач завжди автоматично забезпечує необхідне натягнення цього ланцюга. Автомобіль буде стояти на гарантії протягом 2-х років, при цьому кількість пройдених кілометрів значення не має.

## Двигуни
| Модель        | Тип                  | Об'єм    | Потужність                        | Крутний момент        | витрати пального/100 км (для АКПП) | Роки випуску                  |
| ------------- | -------------------- | -------- | --------------------------------- | --------------------- | ---------------------------------- | ----------------------------- |
| Бензинові     |                      |          |                                   |                       |                                    |                               |
| 1.8 E-TEC II  | Р4, 16V, DOHC        | 1796 см³ | 122 к.с. (90 кВт) при 5400 об/хв  | 165 Нм при 4600 об/хв | ?                                  | з 2006 (тільки для Пд. Кореї) |
| 2.0 LS/LT     | Р6, 24V, DOHC        | 1993 см³ | 144 к.с. (105 кВт) при 6400 об/хв | 195 Нм при 4600 об/хв | 8,2 (8,9) л 95                     | з 2006                        |
| 2.5 LT        | Р6, 24V, DOHC        | 2492 см³ | 156 к.с. (115 кВт) при 5800 об/хв | 237 Нм при 4000 об/хв | 9,3 л 95                           | з 2006                        |
| Дизельний     |                      |          |                                   |                       |                                    |                               |
| 2.0 LS/LT DPF | Р4, 16V, SOHC, Turbo | 1991 см³ | 150 к.с. (110 кВт) при 4400 об/хв | 320 Нм при 2000 об/хв | 6,1 (7,6) л                        | з 2007                        |